# Due ragazzi e una ragazza
Due ragazzi e una ragazza (Two Guys and a Girl) è una serie TV di genere commedia. Prodotta negli Stati Uniti d'America, è stata trasmessa per 4 stagioni dal 10 marzo 1998 fino al 16 maggio 2001. In Italia è stata trasmessa per la prima volta su Cielo dal 2 novembre 2010 al 25 gennaio 2011.

## Trama
I protagonisti sono Michael “Berg” Bergen (Ryan Reynolds), uno studente di medicina senza tante ambizioni, che lavora con l'amico e studente di architettura Peter “Pete” Dunville (Richard Ruccolo), al Beacon Street Pizza a Boston. Frequentano anche la stessa università, la Tufts University, e abitano insieme. Dividono l'appartamento anche con la loro amica Sharon Carter (Traylor Howard), una ragazza, che lavora come portavoce della Immaculate Chemicals, ma che non riesce a trovare il compagno giusto. Dalla seconda stagione entrano a far parte del cast Nathan Fillion (Johnny Donnelly), Suzanne Cryer (Ashley Walker) e Jillian Bach (Irene).

## Episodi
| Stagione         | Episodi | Prima TV originale | Prima TV Italia |
| ---------------- | ------- | ------------------ | --------------- |
| Prima stagione   | 13      | 1998               | 2010            |
| Seconda stagione | 22      | 1999               |                 |
| Terza stagione   | 24      | 2000               |                 |
| Quarta stagione  | 22      | 2001               |                 |